# Kanton Sergines
Der Kanton Sergines ist ein ehemaliger, bis 2015 bestehender französischer Kanton im Arrondissement Sens im Département Yonne und in der Region Burgund; sein Hauptort war Sergines. Vertreter im Generalrat des Départements war von 1992 bis 2011 Jean-Claude Leroy (UMP). Ihm folgte Jean-Jacques Percheminier (DVG) nach.

## Gemeinden
Der Kanton bestand aus zehn Gemeinden:
| Gemeinde               | Einwohner Jahr | Fläche km² | Bevölkerungsdichte | Code INSEE | Postleitzahl |
| ---------------------- | -------------- | ---------- | ------------------ | ---------- | ------------ |
| La Chapelle-sur-Oreuse | 581 (2013)     | 17,92      | 32 Einw./km²       | 89080      | 89260        |
| Compigny               | 169 (2013)     | 7,79       | 22 Einw./km²       | 89115      | 89140        |
| Courlon-sur-Yonne      | 1.177 (2013)   | 16,73      | 70 Einw./km²       | 89124      | 89140        |
| Pailly                 | 254 (2013)     | 14,89      | 17 Einw./km²       | 89285      | 89140        |
| Perceneige             | 964 (2013)     | 60,99      | 16 Einw./km²       | 89469      | 89260        |
| Plessis-Saint-Jean     | 217 (2013)     | 11,02      | 20 Einw./km²       | 89302      | 89140        |
| Serbonnes              | 588 (2013)     | 9,93       | 59 Einw./km²       | 89390      | 89140        |
| Sergines               | 1.300 (2013)   | 18,96      | 69 Einw./km²       | 89391      | 89140        |
| Thorigny-sur-Oreuse    | 1.510 (2013)   | 49,23      | 31 Einw./km²       | 89414      | 89260        |
| Vinneuf                | 1.387 (2013)   | 15,26      | 91 Einw./km²       | 89480      | 89140        |

## Bevölkerungsentwicklung
| 1968 | 1975 | 1982 | 1990 | 1999 | 2006 |
| ---- | ---- | ---- | ---- | ---- | ---- |
| 5211 | 5087 | 5251 | 5889 | 6758 | 7572 |